# Never Forget You (singel Zary Larsson i MNEK-a)
Never Forget You – singel Zary Larsson i MNEK-a, wydany 11 września 2015, pochodzący z albumu So Good. Utwór napisali i skomponowali sami wokaliści we współpracy z Astronomyy.
Przebój był notowany na listach sprzedaży w wielu krajach m.in. w Szwecji, gdzie trafił na 1. miejsce i pokrył się pięciokrotną platyną oraz w Wielkiej Brytanii, w której osiągnął 5. miejsce i za swoją sprzedaż zdobył platynowy certyfikat.

## Lista utworów
- Digital download[1]

1. „Never Forget You” – 3:33

- Digital download – EP[8]

1. „Never Forget You” (MNEK VIP) – 6:01
2. „Never Forget You” (LuvBug Remix) – 4:43
3. „Never Forget You” (Bearcubs Remix) – 4:04
4. „Never Forget You” (Kove Remix) – 4:12
5. „Never Forget You” (Mr. Belt & Wezol Remix) – 4:54
6. „Never Forget You” (featuring Nick Brewer) (Ragz Originale Remix) – 3:01

## Notowania

### Pozycje na listach sprzedaży
| Kraj              | Notowanie (2015/2016)          | Najwyższa pozycja | Certyfikat | Sprzedaż   |
| ----------------- | ------------------------------ | ----------------- | ---------- | ---------- |
| Australia         | ARIA Charts                    | 3                 | 4× platyna | 280 000+   |
| Austria           | Ö3 Austria Top 40              | 44                |            |            |
| Belgia (Flandria) | Ultratop 50                    | 9                 | platyna    | 30 000+    |
| Belgia (Walonia)  | Ultratop 50                    | 11                | platyna    | 30 000+    |
| Czechy            | Singles Digital – Top 100      | 20                |            |            |
| Dania             | Tracklisten                    | 5                 | platyna    | 60 000+    |
| Finlandia         | Suomen virallinen lista        | 4                 |            |            |
| Francja           | SNEP                           | 105               |            |            |
| Hiszpania         | PROMUSICAE                     | 92                |            |            |
| Holandia          | Single Top 100                 | 8                 |            |            |
| Irlandia          | IRMA                           | 15                |            |            |
| Kanada            | Canadian Hot 100               | 15                | 2× platyna | 160 000+   |
| Niemcy            | Official German Charts         | 20                | złoto      | 200 000+   |
| Norwegia          | VG-Lista                       | 2                 | 2× platyna | 20 000+    |
| Nowa Zelandia     | Recorded Music NZ              | 6                 | 2× platyna | 30 000+    |
| Polska            |                                |                   | 2× platyna | 40 000+    |
| Słowacja          | Singles Digital – Top 100      | 18                |            |            |
| Stany Zjednoczone | Dance/Electronic Digital Songs | 1                 | 3× platyna | 3 000 000+ |
| Stany Zjednoczone | Hot 100                        | 13                | 3× platyna | 3 000 000+ |
| Stany Zjednoczone | Hot Dance/Electronic Songs     | 1                 | 3× platyna | 3 000 000+ |
| Szwajcaria        | Schweizer Hitparade            | 32                | platyna    | 30 000+    |
| Szwecja           | Sverigetopplistan              | 1                 | 5× platyna | 200 000+   |
| Wielka Brytania   | UK Dance Chart                 | 1                 | platyna    | 600 000+   |
| Wielka Brytania   | UK Singles Chart               | 5                 | platyna    | 600 000+   |
| Włochy            | FIMI                           | 52                | platyna    | 50 000+    |

### Pozycje na listach airplay
| Kraj     | Notowanie (2015/2016)      | Najwyższa pozycja |
| -------- | -------------------------- | ----------------- |
| Czechy   | Rádio – Top 100            | 68                |
| Polska   | AirPlay – Top              | 43                |
| Polska   | AirPlay – Największe skoki | 4                 |
| Rosja    | Top Hit Weekly General     | 147               |
| Słowacja | Rádio – Top 100            | 45                |

## Nominacja
| Rok  | Nagroda            | Kategoria            | Rezultat  |
| ---- | ------------------ | -------------------- | --------- |
| 2016 | Teen Choice Awards | Piosenka o rozstaniu | Nominacja |